# شیار میان‌دهلیزی
شیار میان‌دهلیزی (به انگلیسی: Interatrial sulcus) شیاری میان دو دهلیز چپ و راست قلب است و آن‌ها را از هم جدا می‌کند. این شیار در پشت به سختی دیده می‌شود و در جلو توسط سرخرگ ریوی و آئورت پنهان می‌شود.